# وادي الذئاب: الكمين
وادي الذئاب الكمين هو مسلسل تلفزيوني تركي من نوع الأكشن والدراما والسياسة، من إنتاج شركة بانا فيلم، ويعتبر تكملة لمسلسل وادي الذئاب الذي بدأ بثه في 15 يناير 2003 واستمر لمدة 97 حلقة. كما يشمل أيضًا المسلسل التلفزيوني وادي الذئاب الإرهاب الذي بث في حلقتين عام 2007. تم إلغاء المسلسل الذي يتكون من 10 مواسم مع نهاية الموسم في 16 يونيو 2016 عند الحلقة 300.

## البث
هو مسلسل درامي وأكشن يتناول موضوع المافيا، بدأ إعادة بثه على قناة شو تي في تحت اسم مختلف في 19 أبريل 2007، حيث عرض على القناة للمواسم الثلاثة الأولى. في الموسم الرابع، انتقل إلى قناة ستار تي في لأسباب مالية، ولكن بسبب التداخل المتكرر بين حلقات المسلسل ومباريات الدوري الأوروبي التي تبث مساء الخميس، تم فسخ عقده بعد موسم واحد ونقل إلى ATV في الموسم الخامس. ثم انتقل إلى TNT في الموسم السادس، ومع إغلاق TNT، تم بث الموسمين السابع والثامن على ATV، بينما عرض الموسمان التاسع والعاشر على قناة Kanal D.
منذ بدء عرض الموسم الثاني من مسلسل، تم بث كل حلقة من حلقات المسلسل يوم الخميس، مع استخدام عبارة 'في يومه، في وقته' (الخميس 20:00) عند الإشارة إلى موعد عرضه.

## أحداث السلسلة

ملصق الجزء الأول من المسلسل

تدور أحداث المسلسل في عالم الأعمال ورجال الأعمال، حيث يتمحور حول السيطرة على دول العالم من خلال الشركات متعددة الجنسيات. يتولى مراد وميماتي وعبد الحي وعمران ورجالهم قيادة جزء من جهاز الكي جي تي للدولة، بعد أن أصبح عملهم رسميًا نوعًا ما. كما ينضمون إلى جهاز سري يُعرف بالختيارية.

## المواسم

### نسخة تركية
تتكون سلسلة وادي الذئاب الكمين من 300 حلقة موزعة على عشرة مواسم، وهي كالتالي:
| الموسم    | بداية الموسم   | نهاية الموسم  | عدد الحلقات | القناة     |
| --------- | -------------- | ------------- | ----------- | ---------- |
| الموسم 1  | 19 أبريل 2007  | 14 يونيو 2007 | 9           | شو تي في   |
| الموسم 2  | 20 سبتمبر 2007 | 5 يونيو 2008  | 32          | شو تي في   |
| الموسم 3  | 9 أكتوبر 2008  | 11 يونيو 2009 | 22          | شو تي في   |
| الموسم 4  | 24 سبتمبر 2009 | 3 يونيو 2010  | 30          | ستار تي في |
| الموسم 5  | 23 سبتمبر 2010 | 9 يونيو 2011  | 35          | أي تي في   |
| الموسم 6  | 22 سبتمبر 2011 | 7 يونيو 2012  | 33          | تي أن تي   |
| الموسم 7  | 13 سبتمبر 2012 | 6 يونيو 2013  | 34          | أي تي في   |
| الموسم 8  | 12 سبتمبر 2013 | 13 يونيو 2014 | 34          | أي تي في   |
| الموسم 9  | 18 سبتمبر 2014 | 11 يونيو 2015 | 34          | كانال دي   |
| الموسم 10 | 17 سبتمبر 2015 | 16 يونيو 2016 | 37          | كانال دي   |

### نسخة مدبلجة
تمت دبلجة المسلسل إلى اللهجة السورية، حيث تشمل النسخة المدبلجة 300 حلقة، وهي مطابقة للنسخة التركية الأصلية. يمكن متابعة الحلقات المتوفرة على القناة الرسمية للمسلسل على موقع يوتيوب (رابط الحلقات).
تغيير أسماء الشخصيات
تم تغيير بعض أسماء الشخصيات باللغة التركية إلى أسماء باللغة العربية والجدول التالي يوضح بعض الأسماء المستبدلة في كلا النسختين:
| اسم الشخصية بالعربية | اسم الشخصية بالتركية | اللفظ بالعربية          | معنى الاسم                                                               |
| -------------------- | -------------------- | ----------------------- | ------------------------------------------------------------------------ |
| مراد علمدار          | polat alemdar        | بولات المدار بكسر اللام | فولاذ، علمدار: حامل اللواء والمسؤول عنه أي حامل الراية                   |
| رهف أيلول            | Elif Eylül           | إيليف ايلول             | ألف؛ حرف الهجاء الأول، يعني السبق والتفوق، أيلول شهر معروف من شهور السنة |
| عمران                | GÜLLÜ ERHAN          | غولو ايرهان             | غولو بالتركية تعني صاحب الوردة                                           |

## الممثلين والشخصيات
| ممثلين                     | شخصيات                 |
| -------------------------- | ---------------------- |
| نجاتي شاشماز               | مراد علمدار            |
| غوركان أويغون              | ميماتي باش             |
| كنعان جوبان                | عبد الحي جوبان         |
| أرهان أوفاك                | عمران افق              |
| جاهد كايا أوغلو            | جاهد كايا              |
| غاية غورسل                 | صفية قرخانلي           |
| حقان بوياف                 | كارا                   |
| تشيدم باتور                | ليلى توركمان           |
| خديجة شنديل                | إبرو                   |
| عثمان فوبر                 | تركي قنطرجي            |
| سونميز أتاسوي              | الخال                  |
| حليل إبراهيم كالايسي أوغلو | ذو فقار                |
| علي سورمالي                | زازا                   |
| علي بوهارا ميتي            | عاكف                   |
| ايرتوغرول شاكار            | ياسين                  |
| بوراك سيفينش               | تيمور                  |
| جوركيم سفينديك             | بوساط شاكر             |
| موسى أوزونلار              | سكندر                  |
| جان جوزاب                  | داوود تتر اوغلو        |
| سما شيمشك                  | إنجي                   |
| حسين عوني دانيال           | يلجين بولوت            |
| ظافر الغوز                 | يلجين يلدز             |
| تاركان توزمين              | ألبير                  |
| مسعود أكوستا               | اونيصال                |
| أوميت اكار                 | ارسوي                  |
| إبراهيم غندوان             | متى ايمار              |
| دفنة ساميلي                | اسيا /زينب             |
| ليفنت كان                  | فهمي                   |
| يلماز ميدانري              | حقي                    |
| ايرتان سابان               | ظل                     |
| أورخان أديب إرتورك         | ثعلب اندريه            |
| عثمان سويقوت               | ارون فيلر              |
| غولتشين شاكير              | لالة زارا              |
| مصطفى أوستونداغ            | مورو                   |
| شكيب تاشبينار              | جواد أكارسو            |
| بوزكورت كوروتش             | أحمد قدريت هازاربيوغلو |
| نيفيس كاراتاي              | هدى طوروس              |
| سلجوق أوزير                | رضوان                  |

## التسمية
تظهر تسمية المسلسل خلال عدة أجزاء وحلقات وهي تشير إلى عملية وادي الذئاب التي خطط لها أصلان أقبي بيك والتي تبدأ بتجنيد الطفل مراد علمدار (ابن محمد الكراخانلي المعروف أيضًا باسم الي أو أيمن بالعربية ثم علي جاندان). أما اختيار اسم 'الذئب' والذئاب فهو رمزية تعكس مكانة الذئب في الثقافة التركية والتاريخ التركي بالإضافة إلى ارتباطه بمنطقة آسيا الوسطى والقوقاز التي كانت في الماضي ضمن الحدود الدولية الكبرى للدولة التركية.
لا تنتهي العملية بموت أصلان في سلسلة وادي الذئاب، بل تستمر حتى الجزء الأخير من سلسلة وادي الذئاب الكمين، حيث يظهر الشاب يوسف فهمي كوزاده كبطل جديد جنده أصلان، برفقة فريق كبير من أفراده مثل البروفيسور أوكتام آرتورك وزينب، التي تظهر باسم آسيا تونا.

## روابط خارجية
- وادي الذئاب الكمين على موقع IMDb (الإنجليزية)
- وادي الذئاب الكمين على موقع ليتربوكسد (الإنجليزية)
- وادي الذئاب الكمين على موقع كينوبويسك (الروسية)
- وادي الذئاب الكمين على موقع قاعدة بيانات الفيلم (الإنجليزية)